# Бунін Сергій Георгійович

Бунін Сергій Георгійович

Бунін Сергій Георгійович, (1937, Донецьк — 2018, Київ) доктор технічних наук, академік Академії зв'язку і Академії інженерних наук України, провідний науковий співробітник науково-дослідного Інституту телекомунікацій, професор кафедри телекомунікацій Інституту телекомунікаційних систем НТУУ «КПІ»

## Освіта
- Київський політехнікум зв'язку [Архівовано 14 серпня 2011 у Wayback Machine.] (1957)
- Київський політехнічний інститут (1966)

## Кар'єра
1961 по 1973 р.р. — займався науково-дослідною роботою у галузі біологічної і медичної кібернетики. Розроблений ним прилад «Міотон» був новим кроком в справі лікування рухових розладів людини, викликаних порушеннями нервової системи центрального і периферійного характеру, і донині широко використовується у медицині.
1973 р. — наукові інтереси вченого були пов'язані з науковою і проектною діяльністю в галузі радіо і кабельних мереж зв'язку з пакетною комутацією. Він запропонував ідею створення стільникових мереж радіозв'язку з повторним використанням частотного ресурсу при розширенні їх зони дії та механізми взаємодії без залучення додаткових частот.
1979 р. — у Києві була створена перша в Європі високошвидкісна радіомережа «Дискет», яка забезпечила передачу даних і голосу зі швидкістю 1,5 Мбит/с. Крім Києва такі мережі були запроваджені у Харкові, Красноярську, Горькому, Кривому Розі.
1979 р. — розроблена супутникова система передачі даних для Міністерства геології РРФСР. На основі даного проекту був запущений штучний супутник Землі «Геос».
1994—1999 р. р. — разом з КБ «Південне» розробляв проект глобальної системи широкосмугового зв'язку на основі низькоорбітального угрупування штучних супутників Землі «LEOPACK», який став прообразом пізніших супутникових систем зв'язку на низькоорбітальних ШСЗ.
1991 р. — висунув ідею використання несинусоїдальних надширокосмугових сигналів для бездротового обміну інформацією всередині електронних обчислювальних машин, де рівень перешкод не дає змоги застосовувати традиційні радіосигнали.
1989 р. — захистив докторську дисертацію на тему «Методи і засоби побудови масових інформаційно-обчислювальних мереж на основі радіоканалу».
С. Г. Буніним має 11 авторських свідоцтв на засоби і пристрої біоелектричного керування рухами людини. Захистив кандидатську дисертацію на тему «Принципи побудови пристроїв біоелектричного керування рухами людини» (1970 р.).

## Радіоаматорська діяльність
С. Г. Бунін має звання «Почесний радист СРСР», «Майстер спорту СРСР», «Майстер радіо конструктор СРСР», чемпіон світу з радіозв'язку 1959 року, багаторазовий чемпіон СРСР з радіозв'язку на коротких хвилях. Він учасник і призер багатьох всесоюзних і республіканських виставок радіоаматорської творчості. Нагороджений медалями ВДНГ СРСР і ВПД України.
С. Г. Бунін одним з перших впровадив у низовий професійний та аматорський радіозв'язок односмуговий радіозв'язок (1957 р.), радіотелетайп (1961 р.), малокадрове телебачення (1964 р.), пакетний радіозв'язок (1972 р.), був співавтором конструкції першого радянського радіоаматорського штучного супутника Землі.

## Публічність
На сьогодні С. Г. Бунін має більше 140 наукових публікацій (монографій, статей, авторських свідоцтв, патентів), а також понад 200 науково-популярних публікацій в галузі радіоелектроніки, антенної техніки, біокібернетики, філософських питань наукової творчості. Крім того, він є автором більше ста науково-популярних статей і книг, опублікованих в журналі «Радіо» і виданих союзними і республіканськими видавництвами. Відомі його книги «Техника любительской однополосной связи», що витримала декілька видань, «Довідник короткохвильовика», виданий тиражем понад 300 тисяч екземплярів. Ці книги стали настільною літературою не тільки у радіоаматорів, але і в радіофахівців, оскільки містили передові наукові і технічні ідеї в галузі радіозв'язку. З 1993 року С. Г. Бунін є членом редколегії всеукраїнського журналу «Радіоаматор».
С. Г. Бунін читав лекції у Паризькому університеті, брав участь у наукових роботах компаній «Моторола», «Хьюз Еркрафт Компані» (США), «СелНет» (Ліван), «Аленія Спаціо» (Італія) та інших.
С. Г. Бунін бере участь у роботі спеціалізованої ради по захисту докторських і кандидатських дисертацій Д26.002.14 при НТУУ «КПІ», є членом експертної ради ВАК України з електроніки, радіотехніки і телекомунікацій.
З 1997 року С. Г. Бунін є провідним науковим співробітником Інституту телекомунікацій Національного технічного університету України «КПІ». На сьогодні він є керівником наукової теми «Інтелектуальні радіомережі з самоорганізаціею».

## Нагороди
С. Г. Бунін — лауреат премії ім. О. С. Лебедєва Національної академії наук України, Державної премії України в галузі науки і техніки за 2004 рік.

## Праці
- Дослідження властивостей надширокосмугових імпульсних радіосигналів і розробка на їх основі принципів побудови радіомереж, що самоорганізуються, і терміналів для них: звіт про НДР (заключ.) НТУУ «КПІ» [Архівовано 1 грудня 2017 у Wayback Machine.] / кер. роб. С. Бунін. – К., 2014. – 467 л. + CD-ROM. – Д/б № 2506-ф
- Інтелектуальні радіомережі з самоорганізацією: звіт про НДР (заключ., частина I, частина II) НТУУ «КПІ» [Архівовано 1 грудня 2017 у Wayback Machine.] / кер. роб. С. Бунін. – К., 2011. – 350 л. + 639 л. + анот. звіт + CD-ROM. – Д/б № 2207-ф
- Самоорганизующиеся радиосети со сверхширокополосными импульсными радіосигналами / С. Г. Бунин, А. П. Войтер, М. Е. Ильченко, В. А. Романюк. – Киев, Наукова Думка, 2012.
- Радіомережі що самоорганізуються з надширокосмуговими сигналами / С. Г. Бунін, А. . П. Войтер, В. А. Романюк, М. Ю. Ільченко. – К., 2012. – 600 с.
- Самоорганизующиеся радиосети со сверхширокополосными сигналами / С. Г.Бунин, А. П. Войтер, М. Е. Ильченко, В. А. Романюк. – К.: НПП «Издательство „Наукова думка“ НАН Украины». – 444 с.
- Intellectual Mobile Ad Hoc NetworksProcedings of the XI International Conference «Modern Problems of Engineering, Telecommunications and Computer Science» / S. Bunin, O. Sova, V. Romanjuk, P. Zhuk. – TCSET'2012. Feb.21. – 24. 2012, Lviv. – Slavske, Ukraine.
- Bunin S. Usage of Ultra Wide Band Signals in Radio Networks Papers of the XI International Conference «Modern Problems of Engineering, Telecommunications and Computer Science». – TCSET'2012. Feb.21. – 24. 2012, Lviv. – Slavske, Ukraine.
- Новий підхід до побудови радіомереж із самоорганізацією AD-HOC і MANET з надширокосмуговими імпульсними сигналами / С. Г. Бунін, К. О. Плотник // Збірник наукових праць ВІТІ НТУУ «КПІ». – 2013. – № 2. – С. 6-1.
- Bunin S.G. Increase of Informative Capacity of Ultra Wide Band Impulse Signals // Telecommunication science. – vol.4. – No.1, 2014.
- Bunin S.G. Increase of Informative Capacity of Ultra Wide Band Impulse Signals. Telecommunication science. – vol.4. – No.1, 2014.
- Bunin S.G. Increase of Informative Capacity of Ultra Wide Band Impulse Signals. Telecommunication science. – vol.4. – No.1, 2014.